# Льодовик Ронгбук
28°06′07″ пн. ш. 86°51′55″ сх. д. / 28.102° пн. ш. 86.865241666667° сх. д.
Льодовик Ронгбук (кит. трад. 絨布冰川, спр. 绒布冰川, піньїнь: Róngbù Bīngchuān) знаходиться в Гімалаях (південний Тибет). У нього є два великі льодовики-притоки: Східний Ронгбук і Західний Ронгбук, які беруть свій початок на горі Джомолунгмі, а нижче вони зливаються в єдиний льодовик Ронгбук (Головний Ронгбук). Він рухається далі на північ і формує долину Ронгбук на північ від Джомолунгми. На північному кінці цієї долини розташований відомий однойменний монастир Ронгбук. З льодовика бере початок однойменна річка.

## Відкриття
Англійський альпініст Джордж Меллорі першим досліджував основну частину Долини Ронгбук і льодовика у пошуках шляхів до вершини Джомолунгми під час першої Британської розвідувальної експедиції на Джомолунгму в 1921 році.
Східний Ронгбук уперше був досліджений Едвардом Олівером Уїллером в серпні 1921 року — у рамках тієї ж експедиції і також у пошуках прохідного маршруту до вершини Джомолунгми через долину, в якій Східний Ронгбук розташовується. Коли 3 серпня 1921 р. Уїллер був на перевалі Лхакпа-Ла, він зрозумів, що саме через Східний Ронгбук лежить переборний шлях до найвищої вершини. Через декілька тижнів команда, що складалася з Джорджа Меллорі, Гая Буллока і Е. О. Уіллера, досліджувала початок цієї долини, перейшовши через перевал Лхакпа-Ла. Так вони стали першими людьми, що досягли Північного сідла Джомолунгми і що ступили на схили цієї гори.

## Маршрут на Джомолунгму
Альпіністські експедиції, що намагаються зійти нормальним маршрутом на вершину Джомолунгми з боку Тибету, йдуть через льодовик Ронгбук до Просунутого Базового табору (англ. Advanced Base Camp), розташованого на верхньому кінці Східного Ронгбука. А вже звідти лежить шлях до вершини через Північне сідло і Північно-східний Гребінь.

## Охорона довкілля
З 2007 року американський альпініст і кінематографіст Девід Брешерс фіксує швидке зникнення льодовика Ронгбук, викликане глобальними змінами клімату. Брешерс, пройшовши шляхом експедиції Дж. Меллорі 1921 р., виявив значні втрати маси льоду на Західному, Головному і Східному Ронгбуках. У співпраці з "Asia Society" і "MediaStorm" організація Брешерса «GlacierWorks» оцифрувала і виклала в Інтернет фотографії льодовика, зроблені в різний час. За 80 років нижня межа льодовика Ронгбук піднялася більш ніж на 90 м (300 футів) по вертикалі.

## Вигляд зверху

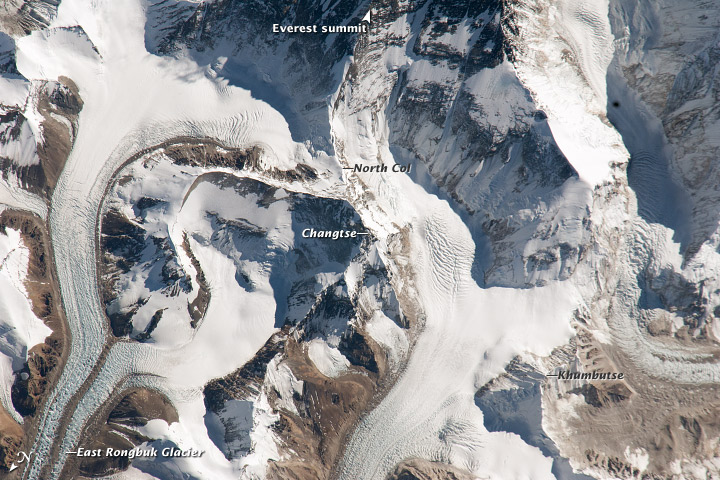
Льодовик Східний Ронгбук

## Ресурси Інтернету
- East Rongbuk Glacier, Mt. Qomolangma (Everest) [Архівовано 3 травня 2014 у Wayback Machine.]
- Expedition documents melting Himalayan glaciers
- Asia Society's «On Thinner Ice» Project--Photos from the Rongbuk [Архівовано 12 жовтня 2016 у Wayback Machine.]